# پژو ۴۰۵ توربو ۱۶
پژو ۴۰۵ توربو ۱۶ (به انگلیسی:PEUGEOT 405 TURBO 16) یک خودروی خودروی چهارچرخ محرک کوپه است که پژو اسپورت برپایه پژو ۴۰۵ و پژو ۲۰۵ در ۱۹۸۳ برای مسابقات رالی آفریقا ساخته شده‌است. این خودرو در رالی داکار توسط آری واتانن رانده می‌شد و در سال‌های ۱۹۸۹ و ۱۹۹۰ برنده جایزه این مسابقات شد.
این خودرو مجهز به سیستم فرمان چهار چرخ بود، ویژگی ای که تا به حال در اتومبیل‌های رالی یا کوهنوردی دیده نشده بود. موتور در جلوی چرخ عقب قرار داشت و توربو شارژر در طرف مقابل قرار داشت. نسبت قدرت به وزن بسیار خوبی با بیش از ۶۰۰ اسب بخار برای خودرویی به وزن ۹۰۰ کیلوگرم داشت و می‌توانست در کمتر از ۱۰ ثانیه از ۰ به ۲۰۰ برسد.

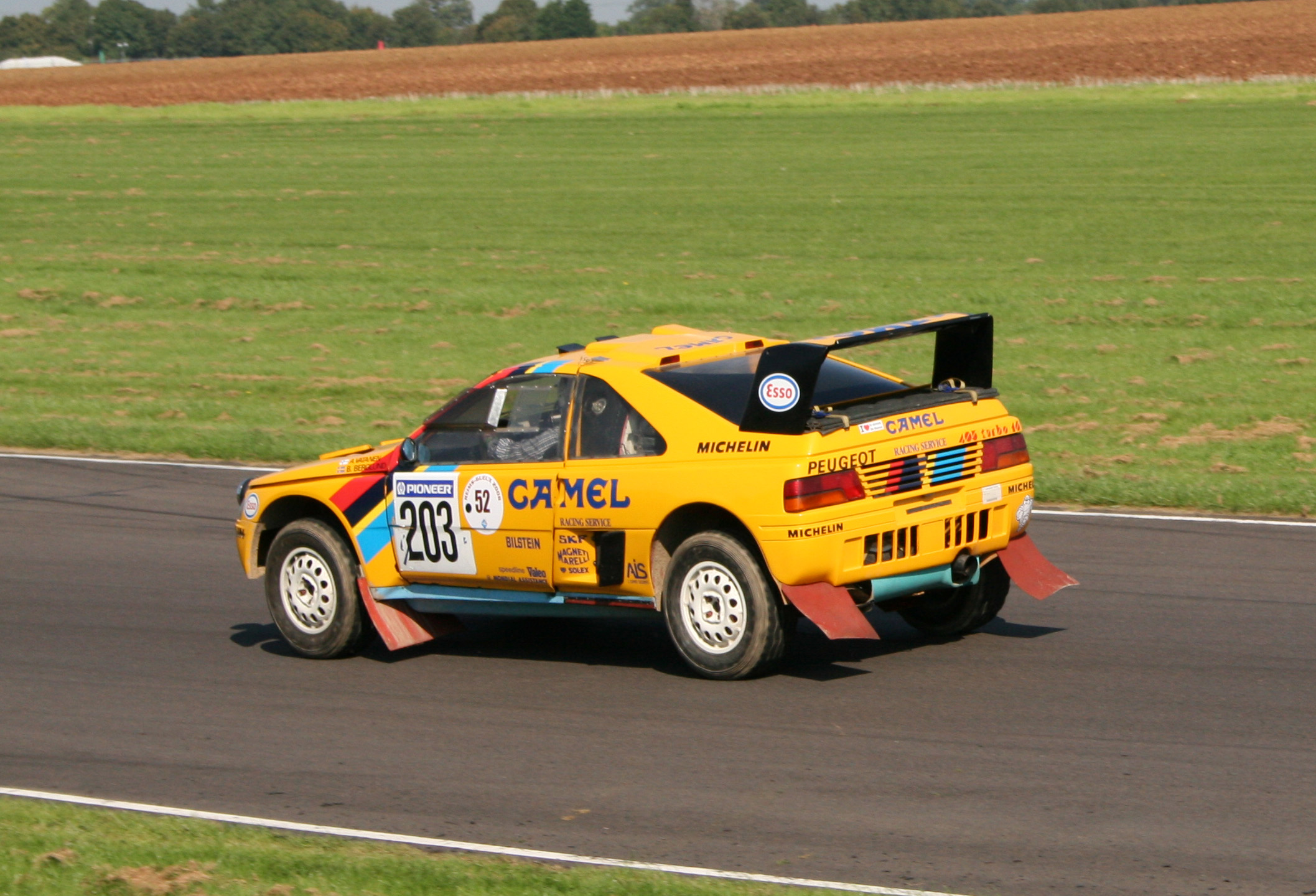
۴۰۵ توربو ۱۶ در مسابقات

این خودرو با بودجه ای معادل ۱ میلیون دلار از سوی پژو پشتیبانی می‌شد.